# The Proof (film 1913)
The Proof è un cortometraggio muto del 1913 prodotto dalla Nestor. Il nome del regista non viene riportato nei credit del film.

## Produzione
Il film fu prodotto dalla Nestor Film Company.

## Distribuzione
Distribuito dall'Universal Film Manufacturing Company, il film - un cortometraggio di una bobina - uscì nelle sale cinematografiche statunitensi il 28 luglio 1913.